# Cabotegravir
Cabotegravir ist ein Arzneistoff, aus der Gruppe der INSTIs (englisch integrase strand transfer inhibitor), welcher bei Personen mit einer HIV-Infektion zur Vorbeugung eines Erkrankungsausbruchs im Rahmen einer antiretroviralen Therapie eingesetzt wird.
Cabotegravir wird ausschließlich als Depotpräparat zusammen mit dem nichtnukleosidischen Reverse-Transkriptase-Inhibitor Rilpivirin verabreicht (Cabotegravir plus Rilpivirin Long Acting, CARLA). Beide Substanzen stören also für die Vermehrung des HI-Virus notwendige Enzyme und verstärken sich gegenseitig in der Wirkung.

## Anwendung
Cabotegravir und Rilpivirin wurden zur Behandlung infizierter, aber in Remission befindlicher Patienten in der Europäischen Union im Dezember 2020 zugelassen. Die Therapie ist für Erwachsene verfügbar, die auf einem stabilen retroviralen Regime virologisch supprimiert sind und deren Erreger keine Resistenzen gegen die beiden antiviralen Substanzen entwickelt haben.
Es gibt Filmtabletten zur täglichen Einnahme (Cabotegravir-Natrium) oder eine Suspension zur intramuskulären Depotinjektion, die zuerst monatlich, nach 5 Monaten dann jeden zweiten Monat gegeben werden muss. Die Substanz wird nicht verstoffwechselt, sondern unverändert überwiegend über Galle und Stuhl ausgeschieden. Die Halbwertszeit im Körper beträgt 41 Stunden, für die Depotspritze bis zu 3 Monate.
Das IAS-USA Leitliniengremium empfiehlt seit 2024 CARLA auch bei virämischen Patienten, bei denen keine anderen (oralen) Therapien aufgrund Adhärenzproblemen effektiv sind. Sie kann unter intensiver Nachversorge und Fallmanagement erwogen werden, wenn folgende Kriterien zutreffen: trotz großer Bemühungen und Unterstützung können jene Patienten eine orale ART nicht zuverlässig einnehmen; es besteht ein hohes Risiko einer Progredienz zu AIDS (Zahl der CD4-Zellen < 400/µl oder AIDS in der Vorgeschichte), und Empfindlichkeit der HI-Viren auf Cabotegravir und Rilpivirin.
In der Präexpositionsprophylaxe (PrEP) für HIV-negative Personen ist die Cabotegravir-Depotform Studien zufolge sehr wirksam. Sie wurde für diese Indikation von der WHO empfohlen und in den USA Ende 2021 zugelassen (Handelsname: Apretude).  Im September 2023 ließ die Europäische Kommission Apretude zur PrEP für die EU zu.

## Nebenwirkungen
Häufige Nebenwirkungen sind Schmerzen an der Injektionsstelle, Fieber und Kopfschmerzen. Die Verkehrstüchtigkeit kann herabgesetzt sein. Gleichzeitig eingenommene Antiepileptika und Anti-Tuberkulose-Medikamente werden in ihrer Wirkung vermindert, es besteht dafür eine Kontraindikation. Die Anwendung während einer Schwangerschaft wird nicht empfohlen.

## Pharmakologische Eigenschaften
Cabotegravir bindet in der aktiven Tasche der Integrase von HI-Viren. Im Fall von HIV-1 bindet es über zwei Metallionen (Mg2+, Mn2+) an die katalytische Triade, bestehend aus D64, D116 und E152. Die Triade aus zwei Asparaginsäureeinheiten (D) und einer Glutaminsäure (E) wird auch DDE-Motiv genannt. Neben der Bindung über die Metallzentren gibt es auch eine Wechselwirkung der 2,4-Difluorbenzylgruppe mit einer hydrophoben Tasche des Enzyms.

Bindung von Cabotegravir im aktiven Zentrum der Integrase

## Chemie
Cabotegravir ist ein weißes, wasserunlösliches Pulver.
Strukturell handelt es sich um ein trizyklisches Carbamoylpyridon, das mit einem Halbaminal anelliert ist. Im Hemiacetal-Fünfring (Oxazolidin) befinden sich zwei Stereozentren. Durch das zweite Stereozentrum kann das Molekül diastereoselektiv hergestellt werden, was die Aufreinigung erleichtert.
Cabotegravir besitzt strukturelle Ähnlichkeit mit anderen Integrasehemmern wie Dolutegravir und Bictegravir und ferner mit Raltegravir und Elvitegravir.

### Synthese
Für die Synthese von Cabotegravir sind verschiedene Routen bekannt. In den meisten Fällen wird dabei zunächst ein Pyridon hergestellt, welches auch ein Schlüsselintermediat in verschiedenen Synthesen für Dolutegravir und Bictegravir ist. Die Reaktion kann sowohl als Eintopfreaktion als auch in Flow-Reaktoren durchgeführt werden. Die Synthese des Pyridons geht von 4-Methoxyacetessigsäuremethylester, einem β-Ketoester, aus, welches mit DMF-DMA zu einem Enamin kondensiert. Es folgt eine Transaminierung in Methanol mit 2,2-Dimethoxyethylamin und eine Cyclisierung mit Oxalsäuredimethylester. Die Synthese des Schlüsselintermediats endet mit einer selektiven Hydrolyse mit Lithiumhydroxid. Die Synthese verläuft in vier Schritten in 61 % Ausbeute.

Syntheseroute zum Schlüsselintermediat
Ausgehend vom Pyridon kann das Acetal zum Aldehyd entschützt werden und mit (S)-Alaninol, einem enantiomerenreinen Aminoalkohl, umgesetzt werden. Dabei kommt es zu einem Ringschluss, welcher durch den Einsatz des chiralen Aminoalkohols diastereoselektiv (34:1 dr) verläuft. Anschließend kann die freie Carbonsäure in einer Peptidkupplung mit CDI als Kupplungsreagenz mit 2,4-Difluorbenzylamin umgesetzt werden. Durch Demethylierung mit Lithiumbromid in THF und Wasser wird das Produkt erhalten.

Synthese von Cabotegravir ausgehend vom Schlüsselintermediat
Die diastereoselektive Cyclisierung zum Halbaminal kann durch Additive in Diastereomerenverhältnissen von bis zu 300:1 durchgeführt werden. In einer alternativen Synthese kann die Amidbindung vor der Cyclisierung zum Halbaminal gebildet werden.

## Handelsnamen
- für die Kombinationstherapie mit Rilpivirin: Vocabria (USA, EU, CH, CA), Cabenuva, Kombipackung (USA, CA)
- Präexpositionsprophylaxe: Apretude (USA und EU)

Hersteller ist GlaxoSmithKline, Zulassungsinhaber ViiV Healthcare.